# Nikesh Patel
Nikesh Patel (né en 1985) est un acteur britannique, surtout connu pour son rôle d'Aafrin Dalal dans la série télévisée Indian Summers et de Tom Kapoor dans la sitcom Starstruck.

## Biographie

### Jeunesse
Il est né à Wembley, Londres. Ses parents sont pharmaciens. Il a terminé ses études secondaires à la City of London School. Il voulait d'abord devenir journaliste, mais s'est tourné vers le théâtre pendant ses études universitaires.

### Carrière
Il a commencé à jouer pendant qu'il lisait l'anglais à l'Université de Warwick, où il a joué Othello dans une production étudiante. Après avoir obtenu un BA en littérature anglaise, Il a poursuivi sa formation à la Guildhall School of Music and Drama. Il est diplômé de Guildhall en 2010 et a reçu la médaille d'or de l'école pour le théâtre cette année-là,.

#### Théâtre
Il a fait ses débuts professionnels au théâtre, apparaissant dans la pièce Disconnect d' Anupama Chandrasekhar au Royal Court Theatre en 2010. En 2011, Il faisait partie de l'ensemble de la saison du 50e anniversaire de la Royal Shakespeare Company  et est apparu dans The Taming of the Shrew ( Petruchio ), Macbeth ( Donalbain ) et The Merchant of Venice (Balthasar),. Il a joué un rôle dans la pièce Donny's Brain de Rona Munro au Hampstead Theatre en 2012  et est retourné au Royal Court Theatre en 2013 pour apparaître dans la pièce d'Abhishek Majumdar, The Djinns of Eidgah. Toujours en 2013, Il a joué un rôle dans la pièce Drawing the Line de Howard Brenton au Hampstead Theatre. Il est apparu dans Man, une production de trois pièces en un acte de Tennessee Williams, au Young Vic en 2015.

#### Télévision, cinéma et radio
A sa première apparition télé, il jouait le personnage de Dan dans la deuxième série de la série Sky Living Bedlam . Cela a été suivi par des rôles dans des épisodes uniques de Midsomer Murders et Law and Order: UK. En 2015, il incarne Tanvir dans le film Honneur . Il a ensuite eu un rôle principal dans la série télévisée Indian Summers, qui a duré deux saisons. En 2016, il incarne Raghdan Aziz dans le film Halal Daddy and Pradhan in London Has Fallen . Il a joué le rôle principal dans l'adaptation en 2017 par BBC Radio 4 du roman Midnight's Children de Salman Rushdie. En 2019, il a joué Arcite, l'un des deux personnages principaux de la production de la BBC Radio 3 de Two Noble Kinsmen de William Shakespeare.
En 2019, Il a joué des rôles dans deux émissions de télévision de haut niveau: il a joué Mitch dans l'épisode spécial du jour de l'an de Doctor Who, Résolution  ainsi que Kash Khan, l'un des sept personnages principaux de l'adaptation de la mini-série de Mindy Kaling en 2019 de Quatre mariages et un enterrement,.Il a joué dans la mini série Starstruck en 2021.
Il est apparu dans le film fantastique de 2020 Artemis Fowl, jouant le centaure expert en technologie Foaly,. La dernière étape du processus d'audition était un test d'écran dans lequel il devait jouer sur des échasses pour imiter de manière réaliste le fait d'être mi-homme, mi-cheval.

## Filmographie

### Télévision
- 2012 : Chahut : Dan
- 2013 : Inspecteur Barnaby : Dev Kardek
- 2014 : Londres, police judiciaire : À M
- 2015-2016 : Indian Summers : Aafrine Dalal
- 2019 : Doctor Who : Michel
- 2019 : Quatre mariages et un enterrement : Kash Khan
- 2020 : Homme comme Mobeen : Naveed
- 2021 : Starstruck : Tom
- L'Heure du diable : Ravi Dhillon

### Cinéma
- 2013 : Jadoo : Dee
- 2015 : Honneur : Tanvir
- 2016 : La Chute de Londres : Pradhan
- 2017 : Papa halal : Raghdan Aziz
- 2020 : Artemis Fowl : Foly
- 2023 The Critic d'Anand Tucker

### Court-métrage
- 2021 : Une histoire de fantômes pour Noël : la manière noire : Nisbet[25]